# Gate Keepers 21
Gate Keepers 21 (ゲートキーパーズ21?, Gēto Kīpāzu Nijūichi) è una serie di sei OVA, sequel della serie televisiva Gate Keepers, da cui si differenzia per i toni più scuri e la storia più seriosa. Le due serie sono collegate dai personaggi di Reiji Kageyama, Yukino Houjo e dall'istituto Tategami High School.

## Trama
Sono passati trentuno anni dalla guerra fra gli invasori alieni e l'AEGIS, che sconvolse il Giappone. Nonostante la sventata minaccia, l'AEGIS è stata smantellata e screditata, ed i pochi membri che sono rimasti agiscono come una società clandestina che continua a lavorare segretamente per sconfiggere gli alieni. Il principale agente dell'AEGIS è Ayane Isuzu che raccoglie i resti dei cristallo Invader in cambio del denaro fornitole dal misterioso Reiji Kageyama.

## Personaggi
Ayane Isuzu (いすゞあやめ?, Isuzu Ayane)
Doppiata da Ikue Ōtani
Miu Manazuru (真鶴美羽?, Manazuru Miu)
Doppiata da Yukiko Hanioka
Yukino Houjo (北条 雪乃?, Hōjō Yukino)
Doppiata da Masami Suzuki
Nazo/Reiji Kageyama (影山 零士?, Kageyama Reiji)
Doppiato da Tomokazu Seki
Satoka Tachikawa (立川佐藤課?, Tachikawa Satoka)
Doppiata da Sakura Nogawa

## Episodi
| Nº | Titolo italiano Giapponese 「Kanji」 - Rōmaji | In onda           | In onda |
| Nº | Titolo italiano Giapponese 「Kanji」 - Rōmaji | Giapponese        |         |
| 01 | Encounter 「出会い」 - Deai                   | 24 aprile 2002    |         |
| 02 | Mad Dash 「マッドダッシュ」 - Maddo Dasshu    | 17 luglio 2002    |         |
| 03 | Late Summer 「晩夏」 - Banka                  | 21 agosto 2002    |         |
| 04 | Ayane 「やめ」 - Ayane                        | 19 settembre 2002 |         |
| 05 | Miu 「美羽」 - Miu                            | 17 ottobre 2002   |         |
| 06 | The Sound of Wings 「羽の音」 - Hane no oto   | 8 gennaio 2003    |         |

## Colonna sonora
Sigle di apertura
- Haneoto (羽音) cantata da Junko Watanabe (eps 1-3)
- Ima, Egao ga Areba (今日、笑顔があれば) cantata da Sakura Nogawa (eps 4-5)

Sigle di chiusura
- Ima, Egao ga Areba (今日、笑顔があれば) cantata da Sakura Nogawa (eps 1-3,6)
- Haneoto (羽音) cantata da Junko Watanabe (eps 4-5)